# ドゥ・コイン駅
ドゥ・コイン駅（英語：Du Quoin Station）は、イリノイ州ドゥ・コイン ノース・チェスナット・ストリート20にある駅。全米各地を結ぶ旅客鉄道のアムトラックが乗り入れている。

## 利用可能な鉄道路線／列車
アムトラックのドゥ・コイン駅に発着する列車は下記の通り。
シカゴとカーボンデール間の昼行中距離列車イリニ&サルキ…1日2往復発着